# Wasilij Zajcew
Wasilij Grigorjewicz Zajcew, ros. Василий Григорьевич Зайцев (ur. 10 grudnia?/23 grudnia 1915 w Jeleninskoje, obwód czelabiński, zm. 15 grudnia 1991 w Kijowie) – radziecki snajper z czasów drugiej wojny światowej, uważany za jednego z najskuteczniejszych snajperów wszech czasów.

## Życiorys

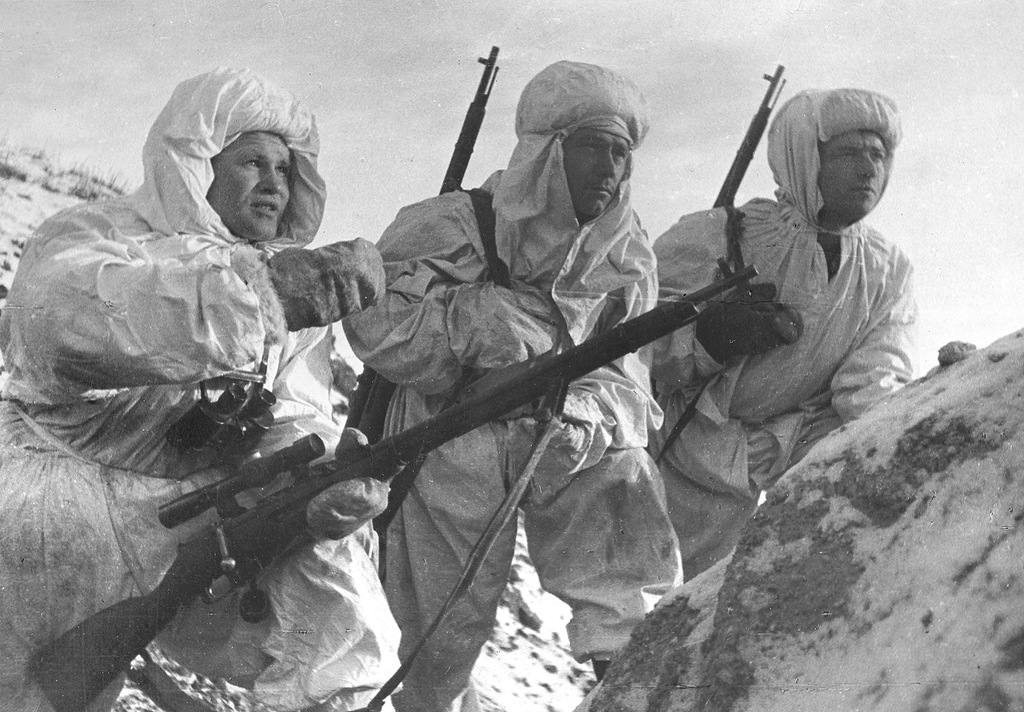
Zajcew pod Stalingradem (pierwszy z lewej), grudzień 1942

Urodził się we wsi Jelino w obwodzie czelabińskim, pod Uralem, gdzie ukończył technikum mechaniczne. Od dzieciństwa miał kontakt z bronią, polując w lasach. Od 1936 służył w radzieckiej marynarce wojennej – Flocie Oceanu Spokojnego, w służbach finansowych, gdzie zastał go atak Niemiec na ZSRR w 1941.
Pod koniec 1942 zgłosił się do jednostek lądowych Armii Czerwonej i 20 września 1942 przybył w składzie 1047. pułku 284. Dywizji Strzelców 62. Armii pod Stalingrad. Dziennikarz Wasilij Grossman podaje, że Zajcew był sanitariuszem i został skazany na rozstrzelanie po zastrzeleniu niemieckiego pilota, który wyskoczył na spadochronie ze strąconego samolotu. Ułaskawiono go jednak. Po tym, kiedy ze zwykłego karabinu Mosin wz. 1891 zabił w przeciągu dziesięciu dni 32 niemieckich żołnierzy, został dostrzeżony przez dowództwo i otrzymał karabin wyborowy (z celownikiem optycznym typu PE o powiększeniu x4) z rąk dowódcy pułku.
Jego postać zaczęła być wykorzystywana szeroko przez radziecką propagandę dla podnoszenia morale wojsk, dlatego też rzeczywisty dokładny rozmiar jego sukcesów budzi kontrowersje. Według danych radzieckich, w okresie od 10 listopada 1942 do 17 grudnia 1942 podczas bitwy pod Stalingradem zabił 125 żołnierzy wroga, w tym 7 snajperów. Miał wówczas stopień podporucznika (lejtnanta). Wyszkolił 18 snajperów. W styczniu 1943 został poważnie ranny, co mogło doprowadzić nawet do oślepnięcia, jednak w moskiewskim szpitalu zdołano uratować jego wzrok.
22 lutego 1943 otrzymał tytuł Bohatera Związku Radzieckiego. Powrócił następnie na front, wojnę zakończył w stopniu kapitana. Według niektórych źródeł, podczas wojny miał zabić około 242 żołnierzy nieprzyjaciela. Zajmował się ponadto doskonaleniem taktyki i techniki użycia radzieckich snajperów w walce. 
Po wojnie został zdemobilizowany, pracował jako dyrektor fabryki maszyn w Kijowie. Zmarł 15 grudnia 1991 i został pochowany w Kijowie. 31 stycznia 2006 szczątki Wasilija Zajcewa zostały uroczyście przeniesione do Wołgogradu i pochowane pod Kurhanem Mamaja. Jego karabin Mosin znajduje się w muzeum w Wołgogradzie.
To samo imię i nazwisko nosili także inni Bohaterowie Związku Radzieckiego: pilot myśliwski Wasilij Aleksandrowicz Zajcew, pilot szturmowy Wasilij Gieorgiewicz Zajcew, czołgista Wasilij Michaiłowicz Zajcew, oficer piechoty Wasilij Pietrowicz Zajcew.

## Legenda

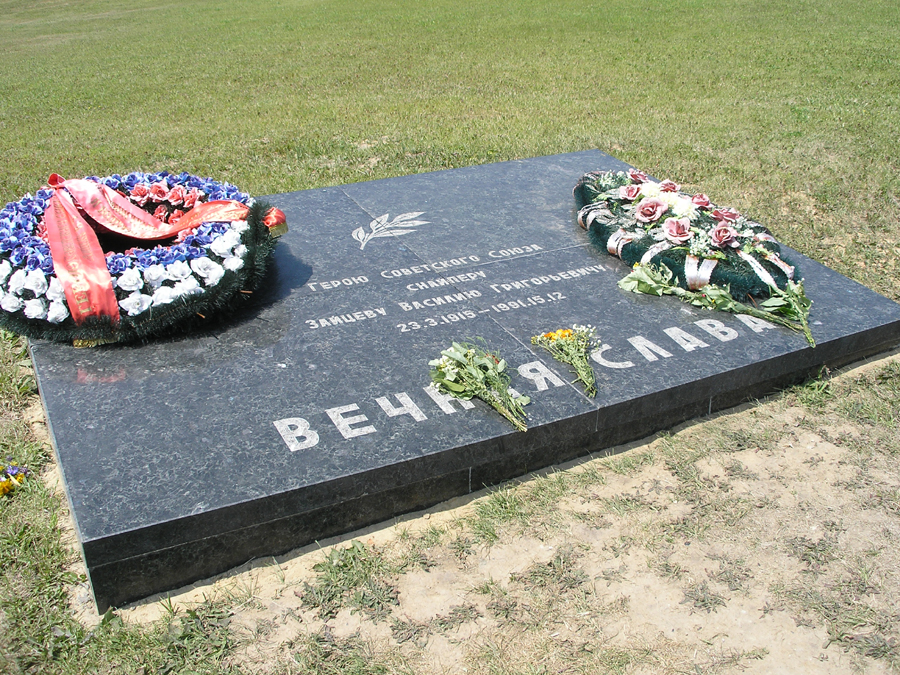
Grób kpt. Wasilija Zajcewa na Kurhanie Mamaja w Wołgogradzie

Według radzieckich propagandystów pod Stalingradem miało dojść do pojedynku między Zajcewem a przybyłym z Niemiec między grudniem 1942 a styczniem 1943 dowódcą szkoły snajperów, mjr Erwinem Königiem (inne wersje podają, że był to płk Heinz Thorwald), najlepszym snajperem Trzeciej Rzeszy.
Pojedynek między Zajcewem a Königiem miał trwać kilka dni, a jego zwycięzcą został oczywiście Zajcew. Nakazał swemu partnerowi, Kulikowowi, wystawić hełm ponad mur, za którym leżeli. König od razu zestrzelił hełm, a Kulikow krzyknął, jakby go trafiono. Potem niemiecki snajper miał popełnić błąd wychodząc, aby potwierdzić zabicie. Trofeum, jakim był karabin snajperski Königa, miało trafić do muzeum na Kremlu.
Na temat walki snajperów brak jak na razie dowodów. Nie ma w źródłach niemieckich wzmianki o oficerze o nazwisku König. Nie jest możliwe również zweryfikowanie istnienia „berlińskiej szkoły snajperów”. Co więcej, także w radzieckich raportach brak jakichkolwiek informacji o takim pojedynku. Prawdopodobnie kanwą legendy stał się meldunek Zajcewa, który przytacza Wasilij Grossman:
„Tamten zabił trzech naszych, odczekał piętnaście minut, nasza kryjówka pusta, i zaczął się podnosić. A ja widzę – jego karabin leży, i stanąłem wyprostowany. Zobaczył mnie i zrozumiał. I wtedy strzeliłem.”
Twierdzenie to również jest mało wiarygodne, gdyż snajperzy po obu stronach mieli zwyczaj działać parami, więc snajper, który pozwoliłby sobie na taki chełpliwy gest, zostałby szybko zastrzelony. Ponadto człowiek trafiony w głowę umiera od razu i nie jest w stanie wydobyć z siebie żadnego dźwięku. Gdyby Kulikow krzyknął, udając ranionego, König wiedziałby, że jego wróg symuluje swoją śmierć.
Następnym czynnikiem przeciwko zaistnieniu tego pojedynku jest fakt, że wystawianie hełmu ponad mur było dość popularną sztuczką, na którą nie dałby się nabrać dobrze wyszkolony snajper.

## Odznaczenia i wyróżnienia
- Medal Złota Gwiazda Bohatera Związku Radzieckiego (22 lutego 1943)
- Order Lenina
- Order Czerwonego Sztandaru – dwukrotnie
- Order Wojny Ojczyźnianej I klasy
- Order „Znak Honoru”[5]
- Medal „Za Odwagę” (25 października 1942)[6]
- Medal „Za obronę Stalingradu”
- Medal „Za zwycięstwo nad Niemcami w Wielkiej Wojnie Ojczyźnianej 1941–1945”
- Medal jubileuszowy „Dwudziestolecia zwycięstwa w Wielkiej Wojnie Ojczyźnianej 1941–1945”
- Medal jubileuszowy „Trzydziestolecia zwycięstwa w Wielkiej Wojnie Ojczyźnianej 1941–1945”
- Medal jubileuszowy „Czterdziestolecia zwycięstwa w Wielkiej Wojnie Ojczyźnianej 1941–1945”
- Honorowy Obywatel Wołgogradu (7 maja 1980)
- I inne

## Kultura masowa
Fabularyzowana i w dużym stopniu zniekształcona i fikcyjna historia udziału Zajcewa w bitwie stalingradzkiej została przedstawiona w filmie Jeana-Jacques’a Annauda – Wróg u bram, w którym rolę Wasilija grał Jude Law, a niemieckiego oficera Ed Harris. W 1993 wyprodukowano na jego temat rosyjsko-francuski film Anioły śmierci.